# Загданский, Андрей Евгеньевич
Андре́й Евге́ньевич Загда́нский (укр. Андрі́й Євге́нович Загда́нський; род. 9 марта 1956, Киев) — украинский и американский режиссёр-документалист и продюсер.

## Биография и карьера
Родился в семье сценариста, главного редактора студии "Киевнаучфильм"  Евгения Загданского. Выпускник Киевского Государственного института Театрального искусства им. Карпенко-Карого, факультет кинорежиссуры, мастерская Абрама Народицкого.
С 1981 по 1988 год работал режиссёром Киевской киностудии научно-популярных фильмов Киевнаучфильм, с 1988 по 1992 год — режиссёром независимой киностудии «Четверг». В 1990 году был избран Секретарём Союза кинематографистов Украины. 
В 1992 году иммигрировал в США. Преподаёт в университете Новая школа (Нью-Йорк).
Рокфеллеровский стипендиат 1994.
В 1996 году основал независимую студию AZ Films L.L.C.
С 2005 по 2020 год вел кинообозрение в передаче Александра Гениса "Американский час" на радио "Свобода".
25 сентября 2015 года принял участие в театрализованных онлайн-чтениях произведений А. П. Чехова «Чехов жив» в Grolier Club в Нью-Йорке.

## Режиссёрские и продюсерские работы
- 1988: — Регистрация
- 1990: — Толкование сновидений
- 1992: — Двое
- 2001: — Шесть дней
- 2002: — Вася
- 2006: — Костя и Мышь
- 2007: — Оранжевая зима
- 2010: — Мой отец Евгений
- 2013: — Тротуары Парижа
- 2014: — Вагрич и чёрный квадрат
- 2017: — Гарик
- 2017: — Михаил и Даниил
- 2021: — Национальный музей
- 2023: - Дудуня. Искусство и множество шляп Владимира Радунского.

## Литературные работы
Документальная повесть "Лия". Первая публикация журнал "Хрещатик" 